# Vahidski sultanat Azzan
Vahidski Sultanat Azzan (arapski: وحيدي سلطنة عزان ) ili samo Vahidski Azzan (engleski: Wahidi Azzan), prostirao se na istoku britanskog Protektorata Aden uz obale Indijskog oceana i unutrašnjost Istočnog Jemena. Danas je teritorij ovog bivšeg sultanata dio jemenske muhafaze Šabve.

## Povijest sultanata
Vahidski sultanat Azzan bio je feudalna država vladara plemena Vahidi (Wahidi) sa sjedištem sultana u gradu Azzanu, koji je trajao od 1830. do 1881. godine. Sultanat Azzan nastao je kao rezultat podjele starog Vahidskog sultanata, u četiri sultanata; Vahidski sultanat Azzan,  Vahidski Vilajet Bir Ali, Vahidski Sultanat Haban i Vahidski Sultanat Balhaf 1830. godine. 
Sultan Abdallah Umar, koji je na čelo Vahidskog sultanata Balhaf, stupio 1881.,  uspio je iste godine 4. svibnja 1881. ujediniti Vahidske sultanate;  Balhaf i Azzan, time je sultanat Azzan prestao postojati.
Vahidski sultanat potpisao je neformalni sporazum o zaštiti s Britanijom 1888. godine i postao dio Protektorata Aden, sve do 1917. pod, on je bio dio Zapadnog Adenskog protektorata od 1917. – 1937. a potom Istočnog Adenskog Protektorata (1937. – 1961. ). 
Sultanat je 1967. ukinut, tad je osnovana Narodna Republika Južni Jemen, koja se ujedinila s Sjevernim Jemenom 22. svibnja 1990. u današnju državu Republiku Jemen.

## Sultani Vahidskog sultanata Azzar
- Ali ibn Ahmad al-Wahidi, oko 1830. – 18.
- Muhsin ibn Ali al-Wahidi, 1850. – 1870.
- Abd Allah ibn Umar al-Wahidi,  1870. – 1885.
- Abd Allah ibn Salih al-Wahidi, od 1. siječnja 1885. - do 30. siječnja 1885.[1]